# Siksika
Siksiká (ᓱᖽᐧᖿ), även Pikanii, är det språk som traditionellt talats av svartfotsindianerna. Språket är ett algonkinspråk.